# Ypres
Ypres (francuski) ili Ieper (nizozemski), grad u flamanskoj pokrajini Zapadna Flandrija u jugozapadnoj Belgiji, nedaleko od francuske granice. Ima oko 35 000 stanovnika, triput manje od pokrajinskog središta Bruggesa, u čijoj je blizini smješten.
Osnovan je u 10. stoljeću. U srednjem vijeku bio je nadaleko poznat po proizvodnji tkanina i čipke te je imao 200.000 stanovnika i bio važno trgovačko i proizvodno središte, jedno od najvažnijih u Europi. Gospodarski i politički značaj grada opada potkraj 16. stoljeća. U Prvom svjetskom ratu Wipers (kako su ga Britanci zvali) je potpuno uništen u trima velikim bitkama, a njegova su razaranja postala simbolom patnje u Velikom ratu.
Nakon rata grad je obnovljen te su gradska gotička katedrala (izvorno iz 12. i 13. stoljeća), kuća suknarskog ceha Lakenhalle i zvonik beffroi zajedno s francuskim i belgijskim zvonicima slične vrste uvršteni na popis UNESCO-ove svjetske kulturne baštine 1999. godine. U prošlosti industrijsko središte danas je preraslo u prepoznatljivo turističko odredište, ponajprije zahvaljujući spomeničkoj baštini Velikoga rata i bojnom otrovu iperitu, koji je po gradu dobio i ime jer je u njemu prvi put bio upotrijebljen u rovovskim bitkama Velikoga rata.
Svake treće godine, druge nedjelje u svibnju, u Ypresu se održava glasovita Mačja povorka (Kattenstoet), dok se u kolovozu svake godine održava najveći festival hardcore punkovske glazbene scene u Europi Ieperfest.
Začetnik jansenističkog pokreta i ypreški biskup Kornelije Jansen rođen je i odrastao u Ypresu.
Ipreška flandrijska polja bila su nadahnuće i motiv za glasovitu poemu U flandrijskim poljima.

## Vanjske poveznice
- Službene stranice grada na nizozemskom i engleskom
- [neaktivna poveznica] na engleskom